# 密西西比麝香龜

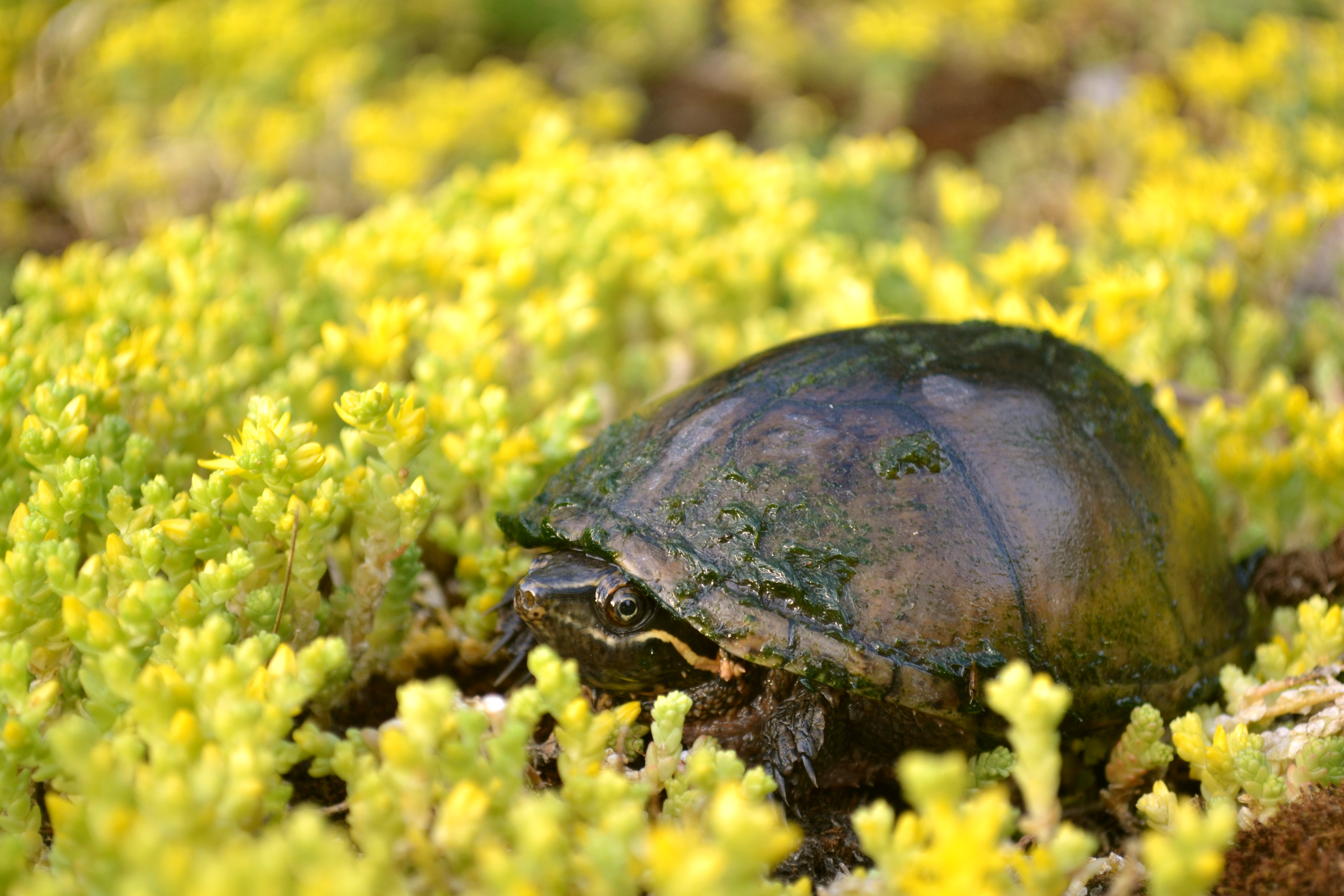

密西西比麝香龜，是小麝香龜屬下一個種，分布於加拿大南部和美國東部大多數地區。它也被稱為臭鼬，因為它能從其後腿釋放一種麝香氣味的臭味，可以用來阻止捕食。

## 描述
密西西比麝香龜是一種小型黑色，灰色或棕色的淡水龜，有一個半球形的殼。一般由約5.1-14cm(最大13.6cm)。牠們有長長的脖子和相當短的腿，在脖子上的黃線是一個明顯的標記。頭部呈模糊的三角形，具有尖銳的口鼻和尖銳的喙，以及從鼻尖到頸部的黃綠色條紋，在下巴長有兩根觸鬚。
雌性體型比雄性大。卵直径2.4-3.2cm、半径1.4-1.7cm。孵化後幼體甲長1.2-1.3cm。

## 生態
密西西比麝香龜主要生活水流緩慢，長滿水生植物的河流，沼澤和湖泊。夜行性，主要在黎明和黃昏時間活動，日間在水底淤泥休息，但在水溫低時則在日間活動。水棲傾向強，即使是日光浴也多在淺水區進行，甚少上岸。在分布區北部的個體冬季會冬眠，但南部的全年也會活動。密西西比麝香龜在感到危險時會從其後腿釋放臭味驅逐敵人。
牠們是偏肉食性的雜食性，食物包括魚類、昆虫、甲殻類、貝類、動物殘骸、果實、水草、藻類，覓食時主要在水底徘徊，把咀插入泥底捕獲獵物。
牠們在春天繁殖，而北方的個體則在5-8月，雌性在水邊的草地上產卵，每次1-9個，最多可產4次，在68-98日後孵化。一般在5cm後性成熟。

## 與人類的關係
由於其小尺寸，密西西比麝香龜比其他寵物龜如紅耳龜更合適人工飼養。它們容易接受人工飼料，多樣化的飲食對於龜的健康是至關重要的。雖然密西西比麝香龜很少日光浴，但仍應設日光浴區。因個體間協調性欠佳和容易污染水質，同種複数飼育會出現問題，最好單獨飼養。